# La procesión
La procesión és una pel·lícula en blanc i negre de l'Argentina dirigida per Francis Lauric sobre el seu propi guió escrit en col·laboració amb Alberto Peyrou segons un argument de Helvio Botana que es va estrenar el 14 de juliol de 1960 i que va tenir com a protagonistes a Santiago Gómez Cou, Amelita Vargas, Guillermo Murray i Gilda Lousek. La pel·lícula va ser seleccionada per a participar al 13è Festival Internacional de Cinema de Canes de 1960.

## Sinopsi
La peregrinació a la Basílica de Nuestra Señora de Luján provoca la trobada de persones de diferent classe.

## Repartiment
- Santiago Gómez Cou
- Amelita Vargas
- Guillermo Murray
- Gilda Lousek
- José María Gutiérrez
- Rafael Carret
- Pepita Muñoz
- Guillermo Brizuela Méndez
- José Maurer
- Héctor Calcaño
- Gloria Ferrandiz
- Jorge Hilton
- Carlos Enríquez
- Semillita
- María Esther Podestá
- Félix Tortorelli
- Hugo Astar …Extra
- Libertad Leblanc
- Juan Carlos Barbieri
- Javier Portales
- Rafael Diserio
- Domingo Garibotto

## Comentaris
El crític Pierre Billard va dir a Cinema 60 sobre la pel·lícula:
| « | ”Per als qui coneixem l'evolució del cinema argentí en els últims mesos, la presència d'aquesta expressió d'immens cretinisme en el Festival de Canes només es justifica per maniobres interessades en el sabotatge d'aquest cinema.” | » |

La crònica de Clarín va comentar:
| « | ”El simbòlic paper de Guillermo Murray és d'una ingenuïtat sorprenent i desemboca en una estampeta candorosa.” | » |

Per la seva part Manrupe i Portela escriuen:
| « | ”l'antítesi Fe-ateisme, explicada amb didactisme escolar, personatges machietta i un tractament formal antiquat que abasta des de frases declamatòries fins a un misteriós personatge, que lògicament acaba ascendint als cels. Pot tenir un cert valor documental. L'argument va ser premiat com el millor de 1959 per l'Instituto Nacional de Cinematografía i la pel·lícula va representar l'Argentina en el Festival de Cannes, motivant suspicàcies en tota la premsa en el sentit d'esbrinar quins interessos van produir grandària fa costat a un film tan dolent.” | » |